# 갈색
갈색(褐色)은 색 중 하나이다. 다색(茶色)이라고도 한다. 이 색은 주황색과 검정의 중간색이다. 인쇄나 페인팅에 사용되는 CMYK 컬러 모델에서 갈색은 빨강, 검정, 노랑을 병합해서 아니면 빨강, 노랑, 파랑을 병합해서 만든다. 텔레비전 화면과 컴퓨터 모니터에 색을 주사하는 RGB 컬러 모델에서 갈색은 적절한 비율로 빨강, 녹색을 병합함으로써 만들어진다. 갈색은 자연에서 쉽게 볼 수 있으며, 이를테면 나무, 흙, 사람의 머리색, 눈색, 피부색 등이 있다. 갈색은 어두운 목재나 비옥한 토양의 색이기도 하다.
세계 국가 국기 중에서는 카타르가 톱니 모양의 깃발을 통해 사용하고 있는데 원래는 빨간색이었으나 바레인의 국기와 구별하기 위해 1949년경에 빨간색이 갈변되면서 사용하게 되었다. 부산 도시철도 3호선의 대표색이다.
정치적으로는 파시즘과 나치즘을 상징하는 색으로 여겨진다. 이는 나치 돌격대가 갈색 제복을 입은 데서 유래되었다.

## 같은 계열의 색상
| 색 이름 | 색상 |
| ------- | ---- |
| 갈색    |      |
| 황토색  |      |
| 고동색  |      |
| 구리색  |      |

### 고동색
고동색은 색 중 하나이다. 짙은 갈색으로, 인쇄나 페인팅에 주로 사용되는 색이다.

## 국기

스리랑카
카타르
투르크메니스탄
라트비아
에스와티니

## 같이 보기
- 원색